# 格倫達·施羅德
格倫達·施羅德（英語：Glenda Schroeder），美國程序員。在麻省理工學院期間，她在Multics上創作出第一個shell。在1964年至1965年間，在如何建立一個系統以提醒使用者備份資料的討論中，她是第一個提出Email實作方式的人。